# Josef Hauzinger

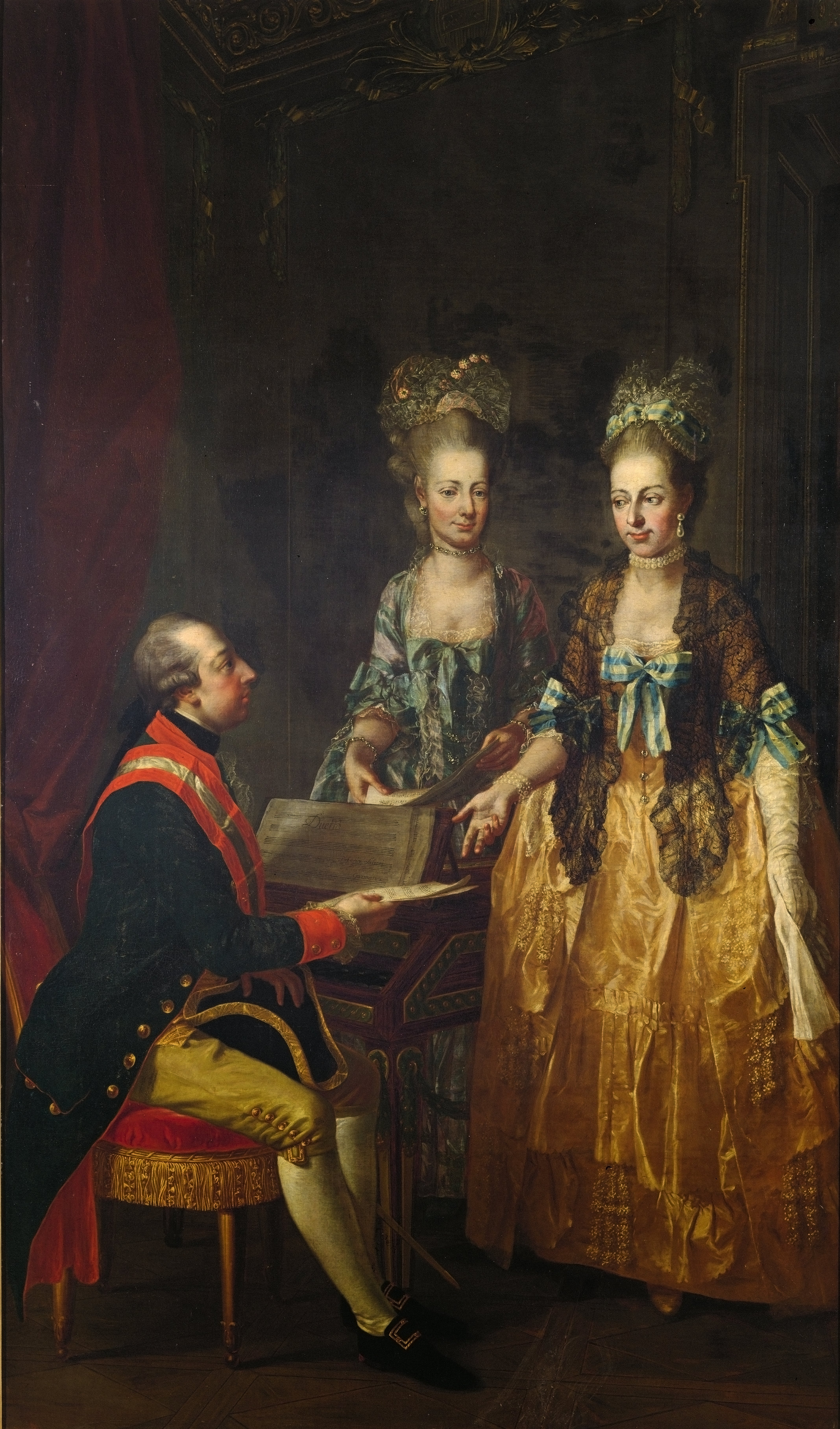
Josef Hauzinger: Kaiser Joseph II. mit seinen Schwestern Maria Anna und Maria Elisabeth.

Josef Hauzinger (* 12. Mai 1728 in Wien; † 8. August 1786 ebenda) war ein österreichischer Maler. Er schuf vor allem barocke Kirchenfresken, Altarbilder, Historienbilder und Porträts und war als Lehrer an der Wiener Akademie der Bildenden Künste tätig.

## Leben
Nach dem Besuch der Akademie der bildenden Künste Wien 1741 wirkte Hauzinger als Gehilfe seines berühmten Lehrers Paul Troger in dessen Tiroler Heimat bei den Deckenfresken im Brixner Dom und bei denen in der Sebastianskirche in Salzburg (nicht erhalten). Selbstständig und allein von Hauzinger geschaffen wurden die Deckenfresken in der Pfarrkirche St. Michael in Brixen. Zurück in Wien malte er die Deckenfresken in der Mariahilfer Kirche (1759/1760).
Hauzinger wurde 1761 Hofkammermaler. Nachdem er 1769 Substitut an der Akademie der bildenden Künste in Wien geworden war, lehrte er dort ab 1772 bis zu seinem Tod als ordentlicher Professor Historienmalerei.